# Semaeostomeae
Semaeostomeae é uma ordem de medusas ou águas vivas pertencentes àos cnidários, classe cifozoária.

## Famílias
- Cyaneidae
- Depastridae
- Halicyathidae
- Pelagiidae
- Ulmaridae